# خانه رنده‌کش
خانه آقای رنده‌کش، یا خانهٔ خواجه باروخ، یا خانهٔ کاکه باروخ، (به کردی: ماڵ کاکە بارووخ)، مربوط به دههٔ آخر سلطنت ناصرالدینشاه در دوره قاجار است و در کرمانشاه، محله فیض‌آباد ـ کوچه زارعی واقع شده و این اثر در تاریخ ۱۶ فروردین ۱۳۷۷ با شمارهٔ ثبت ۱۹۹۰ به‌عنوان یکی از آثار ملی ایران به ثبت رسیده است.

## تاریخچه
خانۀ رنده‌کش در زمان ناصر الدین شاه ساخته شده‌است. مالک آن یکی از بازرگانان یهودی کرمانشاه به نام «باروخ» بوده‌است.

## مالکیت
این خانه در سال ۱۳۷۷ به نام خانوادۀ رنده‌کش که آخرین مالکان آن بوده‌اند، در فهرست میراث ملی ایران ثبت شد. خانۀ رنده‌کش توسط سازمان میراث فرهنگی، گردشگری و صنایع دستی استان کرمانشاه تملک شده و هم‌اکنون در تملک این سازمان قرار دارد.

## ویژگی‌های معماری
این خانه در بخش یهودی‌نشین محله قدیمی فیض آباد کرمانشاه واقع شده‌است و دارای ویژگی‌های خانه‌های درونگرای ایرانی است. یعنی خانه از طریق هشتی به حیاط بیرونی و با عبور از دالانی سراسری به حیاط اندرونی متصل می‌شود.
اتاق‌های مسکونی اطراف حیاط اندرونی قرار گرفته‌اند. ستون‌های آجری در نمای ایوان‌های این بنای زیبا به کار رفته‌اند. این ستون‌ها دارای سرستون‌های آجری به صورت پله‌ای و مقرنس هستند. این خانه از معدود خانه‌های قاجاریه دارای حمام کرمانشاه است. 

## تغییر کاربری
خانۀ خواجه باروخ مدتی کوتاه به مرکزی فرهنگی تحت عنوان «خانۀ هنرمندان کرمانشاه» تبدیل شد، اما پس از مدتی با تعطیلی آن مرکز متروکه شد.